# Ewena
Ewena (früher: Kuria) ist ein Ort im nördlichen Teil des zum Inselstaat Kiribati gehörenden pazifischen Archipels der Gilbertinseln nahe dem Äquator. 2020 wurden 209 Einwohner gezählt.

## Geographie
Der Ort liegt an der Ostküste des Atolls Abaiang, zwischen Morikao im Nordwesten und Taburao im Südosten.

## Klima
Das Klima ist tropisch heiß, wird jedoch von ständig wehenden Winden gemäßigt. Ebenso wie die anderen Orte der Gilbertinseln wird Ewena gelegentlich von Zyklonen heimgesucht.